# Климент (Зедергольм)
Иеромонах Климент (в миру Константин Карлович Зедергольм, при рождении Карл Густав Адольф Зедергольм, нем. Karl Gustaf Adolf Sederholm; 23 июля (4 августа) 1830, Москва — 30 апреля (13 мая) 1878) — иеромонах Русской православной церкви, насельник Оптиной Пустыни, духовный писатель, публицист, переводчик.
Им были переведены с новогреческого «Поучения пр. Аввы Дорофея»; исправлены переводы «Огласительных слов пр. Феодора Студита» и «Лествицы»; переделан перевод книги «Царский путь Креста Господня» бенедиктинского монаха Бенедикта Хефтена. Также перевёл «Двенадцать слов пр. Симеона Нового Богослова» и значительно дополнил «Историческое описание Оптиной Пустыни» (для его второго издания).

## Биография

### Семья
Его отец, Карл Альбертович Зедергольм (1789—1867) — евангелический пастор и доктор философии. Был уроженцем Финляндии, выпускником Абовского университета. В России пасторскую службу начал в южных районах, затем — в Харькове. С 1833 года — в Москве: был учителем Закона Божия в кадетском корпусе, преподавал в московской медико-хирургической академии, Лазаревском институте; заведовал лютеранскими обществами в Туле, Твери, Орле, Калуге, Москве. За вольнодумные проповеди, не совпадающие с протестантским учением, неоднократно отстранялся от должности с запретом проповедовать и преподавать в воспитательных учреждениях. Он — автор ряда сочинений: «Учебная книга латинского языка» (1834), «Карманная книга географии» (1835), «Практическая немецкая грамматика для русских и немцев» (1835), «Ксенофонт. Поход Кира-младшего» (1840), «История древней философии» (1841).
В семье было несколько сыновей: старший, Альберт Карлович, стал генералом; младший, Максимилан (Максим) Карлович, перешёл в православие в 1858 году, в отличие от ещё одного, старшего брата, служившего в Тамбове инспектором врачебной управы.

### До монастыря
Учился на историко-филологическом факультете Московского университета (1847—1851), где был в числе лучших студентов. Во время учёбы дружил с Б. Н. Алмазовым, с которым учился ещё в пансионе Эннеса. Был увлечён философией Шеллинга, которая много способствовала утверждению его перехода в Православие. Началом своего обращения он называл «Переписку с друзьями» Н. В. Гоголя. Некоторое время Зедергольм был домашним учителем у И. В. Киреевского, который и направил его в Оптину пустынь: «Если вы хотите узнать основательно дух христианства, то необходимо познакомиться с монашеством, а в этом отношении лучше Оптиной пустыни трудно найти».
К православной церкви Зедергольм был присоединён 13 августа 1853 года в Оптинском скиту. На вопрос, что его отвратило от лютеранского исповедания он ответил: «Меня не „что не отвратило“, а ничто не привлекло; я всегда был недоволен сухостью, безжизненностью нашего вероисповедания». После этого он поступил на службу на должность чиновника по особым поручениям при обер-прокуроре Святейшего Синода графе А. П. Толстом.
В 1854 году получил свидетельство на звание домашнего наставника. Защитив в 1858 году в Москве диссертацию «О жизни и сочинениях Катона Старшего», получил степень магистра греческой словесности.
В 1860 году ездил по поручению Синода вместе с П. И. Саломоном на Восток — для сбора «точных сведений о халкинских и афинских богословских курсах и о состоянии Православных Церквей и монастырей на Востоке»; посетил в числе других мест Афон и Иерусалим. Виделся со старцем Патриархом Григорием VI. Некоторые из его заметок и впечатлений были напечатаны в духовном журнале «Душеполезное чтение». Посещение Афона окончательно определило дальнейшую судьбу Зедергольма. Через два года, в 1862 году — по возвращении из этой командировки, он вышел в отставку и поступил в Оптину пустынь послушником.

### В монастыре
В рясофор Константин Зедергольм был пострижен 3 августа 1863 года, а 9 сентября был определён в число скитского братства. Главным послушанием его было письмоводительство у старца Амвросия. Когда летом 1867 года на южной стороне скита для него было построено небольшое деревянное здание, куда он перебрался из своей келейки в Ключаревском корпусе, Зедергольм вместе с группой монахов стал ещё заниматься переводом на русский язык святоотеческих книг. В этом же году, 16 декабря, при пострижении в монашество он получил имя Климент. В 1870 году, 7 сентября, посвящён в иеродиаконы; 8 июля 1873 года, перед поездкой за границу к смертельно больному графу А. П. Толстому, — в иеромонаха. «Никакой начальнической должности не занимал, ни духовником, ни старцем не был». Он принимал деятельное участие в духовных изданиях Оптиной пустыни, так как превосходно знал древние и современные языки; ревностно участвовал в делах обращения в православие католиков и других иноверцев.
Перед смертью его прочили в настоятели Малоярославецкого Никольского монастыря.
Скончался от воспаления легких в Оптиной пустыни 30 апреля 1878 года, в день жён-мироносиц.